# Petaurista xanthotis
Il petaurista della Cina (Petaurista xanthotis Milne-Edwards, 1872), noto in cinese come Hui Wushu, è uno scoiattolo volante endemico della Cina.

## Descrizione
Il petaurista della Cina ha una lunghezza testa-corpo di 32,5–43 cm, una coda di 29,4–35 cm, e pesa 700-1200 g. La pelliccia, di colore giallo-grigiastro, è morbida e folta; la regione dorsale è scura, con un sottopelo nero e peli di guardia con la base nera e l'estremità bianca o color camoscio; dietro le orecchie, rotondeggianti e di colore rossiccio brillante con le punte nere, vi sono due grosse macchie arancioni; la gola è bianca, mentre il ventre appare grigiastro, essendo ricoperto da un sottopelo nero e da peli di guardia dalle estremità bianche; i piedi sono neri, ma le zampe e i margini esterni del patagio sono arancioni; la parte superiore dei piedi, però, è grigio scuro. La coda è lunga e ricoperta da folti peli dalle estremità nere e arancioni; vi è un netto contrasto tra la colorazione chiara del ventre e quella scura della parte inferiore della base della coda. I denti guanciali appaiono più complessi che in altre specie del genere Petaurista.

## Distribuzione e habitat

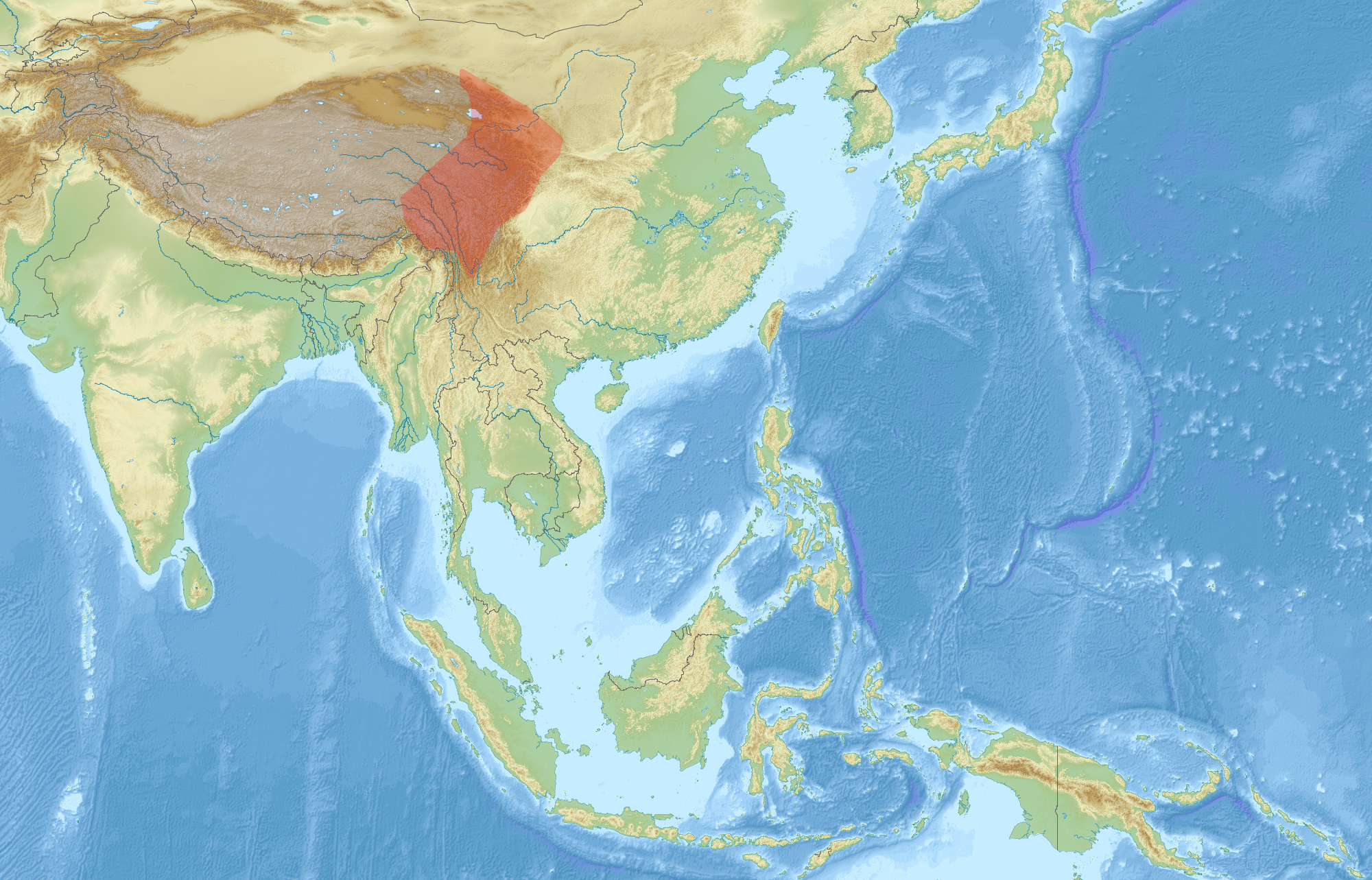
Distribuzione

L'areale del petaurista della Cina è ristretto alle foreste montane delle regioni della Cina centrale, nelle province di Gansu, Sichuan, Yunnan, Qinghai, Tibet e Shanxi.

## Biologia
Le informazioni riguardanti la storia naturale di questa specie sono scarse, tuttavia gli avvistamenti indicano che essa sia molto comune e numerosa ad altitudini di circa 3000 m nelle foreste di pecci degli altopiani della Cina occidentale. La dieta consiste prevalentemente di giovani germogli e foglie, nonché di pinoli. La specie viene cacciata comunemente per la sua pelliccia, e il fatto che la maggior parte degli esemplari venga catturata in inverno testimonia che essa non va in ibernazione. La riproduzione avviene in estate; ciascuna nidiata è composta da un numero ridotto di piccoli, in genere due.

## Conservazione
Seppur cacciata, come è stato detto, per la folta pelliccia, la specie è ancora molto numerosa e la IUCN la classifica tra le specie a rischio minimo.